# WikiTree
WikiTree je svobodná sociální síť zaměřená na genealogii, která umožňuje svým členům vyhledávat a přispívat do jejich osobních rodokmenů a spolupracovat v rámci jednotného celosvětového rodokmenu. Stránku vytvořil v roce 2008 Chris Whitten, vývojář webové stránky WikiAnswers, a vlastní ji společnost Interesting.com, Inc. Stránka používá programovací jazyk Wikitext, který podporuje software MediaWiki, umožňující vytvářet a upravovat začátečníkům i pokročilým uživatelům osobní profily, kategorie a další stránky, které dokumentují jejich rodinnou historii.
K 17. dubnu 2016 měla stránka WikiTree přes 320 000 registrovaných členů spravujících přes 11 milionů profilů.

## Kodex cti
Uživatelé, kteří se chtějí stát členy WikiTree kommunity, musí splnit devítibodový Kodex cti (Honor Code), který vyžaduje spolupráci v rámci komunity, přesnost a uvádění zdrojů a citací. 
Zdvořilost v jednání s ostatními členy, respektování autorských práv a soukromí druhých jsou dalšími charakterikami kodexu cti.